# 爱的哲学
《爱的哲学》是由珀西·比希·雪莱创作的一首诗，首次发表于1819年。

## 背景
这首诗由利·亨特在1819年12月22日的《指標》（The Indicator）杂志上发表，1824年在由玛丽·雪莱编辑的《遺詩》（Posthumous Poems）中再版。它被收录在哈佛手稿中，标题为“阿那克里翁诗一首”（An Anacreontic），日期标为“1820年1月”。阿那克里翁诗是指模仿古希腊诗人阿那克里翁风格的诗歌，以对爱的歌颂而闻名。雪莱在1819年利·亨特的《文學袖珍本》（Literary Pocket-Book）上写下了这首诗，并于1820年12月29日赠送给索菲亞·斯塔塞。
这首诗分为两个八行的诗节，韵法为ABABCDCD。
诗的主题是自然界中事物之间的“联系”与诗人希望与其爱慕对象建立联系的愿望之间的关系。雪莱在诗中提出了一个问题：为什么自然界中存在统一，而人类关系却缺乏这种统一？
雪莱在诗中使用的诗歌手法有拟人化（例如“泉水总是向河水汇流；天宇的轻风永远融有一种甜蜜的感情；你看高山亲吻着碧空；波浪也互相拥抱；月光在吻着波浪”）、隐喻（例如“谁曾见花儿彼此不容：姊妹把弟兄轻蔑”）和反問（例如“要是你不肯吻我？”）。

## 流行文化
英国作曲家羅傑·奎爾特在1905年将这首诗谱成音乐，作品名为Love's Philosophy, Op. 3, No 1。
2003年，大衛·戈珀爾將這首詩改編成男中音和鋼琴配樂。
合唱作曲家大衛·N·柴爾斯將這首詩改編為四聲部女子合唱團和鋼琴配樂。
出現在《少年印第安那瓊斯年譜》第十五集“維也納，1908年11月”（Vienna, November 1908）。
這首詩的第二節出現在《雙峰》第二季。
這首詩出現在《督察員劉易斯》第二季第一集“月光在吻着波浪”（And The Moonbeams Kiss the Sea），丹·里德執導，艾倫·普萊特編劇。

## 來源
- Bonca, Teddi Chichester. Shelley's Mirrors of Love: Narcissism, Sacrifice, and Sorority. Albany: State University of New York Press, 1999.
- Shelley, Percy Bysshe. The Selected Poetry and Prose of Shelley. Ware, Hertfordshire, UK: The Wordsworth Poetry Library, 2002.
- Shelley, Percy Bysshe. The Complete Poems of Percy Bysshe Shelley. New York: The Modern Library, 1994.